# Mohamed Said Fofana
Mohamed Said Fofana (1952) es un político y economista guineano que ocupó el cargo de Primer ministro de Guinea desde el 24 de diciembre de 2010 hasta el 26 de diciembre de 2015, sustituyendo a Jean-Marie Doré.
Anteriormente fue ministro de Comercio y presidente de la Cámara de Comercio. Según fuentes periodísticas, el presidente Alpha Condé lo eligió para el cargo de primer ministro, pese a que no es muy conocido, por sus conexiones internacionales y las buenas relaciones que forjó cuando era ministro. En su primer discurso tras su nombramiento hizo un llamamiento a la "paz" y "unidad nacional".
| Predecesor: Jean-Marie Doré | Primer ministro de la República de Guinea 2010 - 2015 | Sucesor: Mamady Youla |